# Johan Marinus Chalmers
Johan Marinus Johnszoon Chalmers (ur. 28 sierpnia 1720, zm. 5 lutego 1796) – holenderski polityk.
Od 13 sierpnia 1770 do 12 maja 1785 Wielki Pensjonariusz Zelandii.